# Kalle Björklund
Karl-Gunnar Björklund detto Kalle (Växjö, 2 dicembre 1953) è un allenatore di calcio ed ex calciatore svedese, di ruolo centrocampista.

## Biografia
È padre di Joachim Björklund e nonno paterno dell'omonimo difensore Kalle Björklund nato nel 1999.

## Carriera

### Giocatore

#### Club
Björklund vestì la maglia dell'Öster dal 1973 al 1983. In questo periodo in squadra, vinse tre edizioni del campionato svedese: 1978, 1980 e 1981. Conclusa questa esperienza, militò nelle file del Värnamo.

#### Nazionale
Conta 14 presenze e una rete per la Svezia.

### Allenatore
Una volta appesi gli scarpini al chiodo, Björklund diventò allenatore del Brann. Dopo aver guidato Kalmar, Örgryte ed Elfsborg, ottenne un incarico alla Svenska Fotbollförbundet. Prima del campionato 2001, divenne l'assistente di Gunder Bengtsson al Molde. Il Molde chiuse al secondo posto finale nel campionato 2002, ma Bengtsson ed il suo staff furono licenziati nel corso dell'anno seguente. Björklund divenne così tecnico del Larvik, nel 2004. A novembre dello stesso anno, diventò assistente di Mats Jingblad al Landskrona BoIS. Un anno più tardi, tornò al Värnamo in veste di dirigente. Diventò poi allenatore dell'Östersunds FK, incarico che abbandonò nel giugno 2009 dopo aver collezionato una sola vittoria su 11 partite fin lì giocate in quella stagione. Si accordò successivamente con i rivali cittadini dell'IFK Östersund. A dicembre 2010, tornò all'Öster: fu scelto da Roar Hansen come suo assistente.

## Palmarès

### Giocatore

#### Club

##### Competizioni nazionali
- Campionato svedese: 3

Öster: 1978, 1980, 1981
- Coppa di Svezia: 1

Öster: 1977